# Longaskjer
Longaskjer est une île norvégienne dans le landskap Sunnhordland du comté de Vestland. Elle appartient administrativement à Sveio.

## Géographie
Rocheuse et désertique, elle s'étend sur environ 109 m de longueur pour une largeur approximative de 26 m. 